# 이광현 (펜싱 선수)
이광현(李侊炫, 1993년 8월 17일~)은 대한민국의 펜싱 선수로 주 종목은 플뢰레이다. 2016년 중국 그랑프리에서 남자 개인전 은메달, 대만 타이페이에서 개최된 2017년 하계 유니버시아드에 대한민국 국가대표로 참가하였고, 2018년 세계 펜싱 선수권 대회 남자 개인전 동메달 획득, 인도네시아 자카르타에서 개최된 2018년 아시안 게임에서 단체전 금메달을 획득했다. 2020년 도쿄 올림픽 출전하였고, 2022년 아시안 게임에서 대한민국 남자 플러레 단체전 국가대표로 출전하여 자카르타에 이은 아시안게임 2연패의 금메달을 목에 걸었다.